# Charles d'Angosse
Pour les articles homonymes, voir Angosse.
Pierre-Constant Charles Joseph d’Angosse est un maître de forges, administrateur et homme politique français, né le 4 octobre 1774 à Arthez-d'Asson (Pyrénées-Atlantiques) et décédé le 20 décembre 1835 à Paris.

## Biographie
Charles d’Angosse est le quatrième enfant de Jean-Paul, marquis d’Angosse (1732-1798) et de Pétronille d’Usson de Bonnac (1749-1814).
Charles d’Angosse fit ses études à l'école militaire de Sorèze, comme beaucoup de fils de la noblesse du Midi, et se destinait au métier des armes lorsque la Révolution éclata. Au mois d’août 1791, alors qu’il se trouvait au château d’Uhart avec sa mère, tous deux passèrent en Espagne, puis au Portugal. Charles d’Angosse fut inscrit sur la liste des émigrés et ne fut autorisé à rentrer en France qu’en 1801. Dès son retour, il s’occupa des forges, dont son frère Armand avait hérité, et fut nommé maire d’Arthez-d’Asson l’année suivante, malgré son jeune âge.
Bénéficiant de la politique de Napoléon, qui cherchait à s’attacher les fils de l’ancienne noblesse, il devint chambellan de l’empereur en 1806, chevalier de la Légion d'honneur en 1809 et comte de l'Empire en 1810. Il accompagna le maréchal Berthier à Vienne pour ramener à Paris la future impératrice Marie-Louise. L’année suivante, il devint préfet des Landes et, pendant les Cent-Jours, préfet du Haut-Rhin. 
La Seconde Restauration le laissant sans emploi, il revint en Béarn. Il se consacra à la gestion des forges de Nogarot, Arthez-d’Asson et Béon, qui souffraient de la destruction des bois pendant la période révolutionnaire. Abandonnant le titre de comte d’Empire, il reprit celui de marquis d’Angosse porté par son père. 
Le 5 mars 1819, Charles d’Angosse fut porté à la Chambre des pairs par une ordonnance de Louis XVIII. Il n’y joua qu’un rôle effacé, votant constamment avec la majorité. Après la Révolution de 1830, il se rallia prudemment à Louis-Philippe. 
Charles d’Angosse avait épousé à Lisbonne, en 1801, Marie-Henriette-Alix de Châlons (1775-1802), fille d’un ancien ambassadeur de France au Portugal. Ils eurent un fils mort en bas âge.

## Titres
- Marquis d'Angosse (à la mort de son père, 1798) ;
- Comte d'Angosse et de l'Empire (lettres patentes du 14 février 1810) ;
- Titre de pair héréditaire (sans majorat de pairie) par ordonnance du 5 mars 1819.

## Distinctions
- Légion d'honneur[1] :
  - Légionnaire (19 février 1809), puis,
  - Officier (5 novembre 1813), puis,
  - Commandeur (1er mai 1821), puis,
  - Grand officier de la Légion d'honneur (22 mai 1825).

## Armoiries
| Figure | Blasonnement |
|        | Armes du comte d'Angosse et de l'Empire D'azur à trois épées hautes en pal d'argent, montées d'or, rangées en fasce, au comble d'or chargé d'un cour de gueules, accosté de deux merlettes de sable, surmontées chacune d'une demi-étoile d'azur ; au franc-quartier des comtes officiers de la maison de l'empereur. |
|        | Armes du marquis d'Angosse, pair de France D'azur, à trois épées d'argent, posées en pal ; au chef d'or, chargé d'un cœur de gueules, accosté de deux merlettes affrontées de sable (prafois couronnées d'argent)., Tenantsdeux sauvages. TimbreCasque taré de front à onze grilles, orné de ses lambrequins, et timbré d'une couronne de marquis. CimierUn dextrochère tenant une épée d'argent. Devise« Deo Duce, Comite Gladio,. » |

### Sources
- « Charles d'Angosse », dans Adolphe Robert et Gaston Cougny, Dictionnaire des parlementaires français, Edgar Bourloton, 1889-1891 [détail de l’édition]. Il y est prénommé par erreur : Pierre-Constant-Gabriel-Joseph.
- Ch. de Picamilh, Statistique générale des Basses-Pyrénées, Pau, 1858.
- Pierre Machot, L'industrie sidérurgique dans les Pyrénées occidentales (1803-1868), thèse pour le doctorat d'histoire, 2000, Université de Paris I Panthéon-Sorbonne.
- Diane de Maynard, La descendance de Jean-Paul d'Angosse (1732-1798), Paris, éd. Christian, 1998.
- Vincent Phalippou, « Charles d’Angosse, un préfet resté fidèle à l’Empereur », Bulletin de la Société de Borda, 2004, 4e tri., p. 495-508.